# Isaac Albéniz
Isaac Manuel Francisco Albéniz (n. 29 mai 1860, Camprodon, Catalonia, Spania – d. 18 mai 1909, Cambo-les-Bains, Aquitaine, Franța) a fost un compozitor și pianist spaniol.
Un geniu al pianului de la vârsta de patru ani.
Isaac Albéniz a compus în manieră națională spaniolă și, în același timp, a fost un virtuoz pianist. Acesta este motivul pentru care piesele sale pentru pian au cel puțin două elemente distincte: virtuozitate, dublată de poezie romanțată spaniolă. 
Lucrările lui sunt pregnante tablouri sonore. Dintre acestea, amintim: Suita spaniolă, Amintiri din călătorii, Suita Spania, Cântece spaniole, ciclul Iberia, Navara, Rapsodia spaniolă pentru pian și orchestră, Concertul pentru pian și orchestră. 
La comanda unor teatre a scris și opere: „Verigheta magică”, „Henry Clifford” (pentru opera londoneză) și „Pepita Jimenz” (pentru Opera din Paris).